# العدلية (الشرقية)
قرية العدلية هي إحدى القرى التابعة لمركز بلبيس في محافظة الشرقية في جمهورية مصر العربية. حسب إحصاءات سنة 2006، بلغ إجمالي السكان في العدلية 18978 نسمة، منهم 9816 رجل و9162 امرأة.